# Tainy
Marcos Efraín Masís Fernández (San Juan; 9 de agosto de 1989), conocido artísticamente como Tainy, es un productor discográfico y compositor puertorriqueño. Sobresalió en el género cooperando en la producciones Mas flow 2 (2005) y Mas flow: Los benjamins (2006), junto al dúo Luny Tunes. En 2021, la revista Billboard lo incluyó dentro de su lista de los mejores cincuenta productores del siglo XXI.

## Carrera musical

### Inicios y éxito comercial
Su padre es Puertorriqueño y su madre es dominicana. Tiene un hermano menor, Michael Bryan, que también es productor bajo el alias Mvsis. Afirmó en una entrevista que solía escuchar temas de Juan Luis Guerra en su infancia, con el tiempo interesándose en rock clásico y rap. Después de haberse reunido con Nely el Arma Secreta, a quién conocía desde una iglesia local, le presentó a Luny un demo creado por él mismo con FruityLoops. Luego de escuchar el demo, a Luny le gustó y lo integró a su equipo de trabajo junto a Matias Alvarez (Mokai), usando su estudio de manera independiente por un año, apareciendo por primera vez como productor en la introducción de Mas Flow 2. Un año después, pudo coproducir Mas Flow: Los Benjamins junto a Luny Tunes, incluyendo el sencillo principal «Noche de entierro (Nuestro amor)».

### NEON16
A mediados de 2019, Masís se unió a Lex Borrero, exejecutivo de Roc Nation en un proyecto de "incubación" de talentos, mientras Interscope Records se encargaría del contrato de distribución. Durante ese año, tres canciones producidas por él ingresaron a la lista del Billboard Hot 100. A comienzos de 2020, Masís publicó un EP bajo el sello de Neon16, llamado The Kids Who Grew Up with Reggaeton, con colaboraciones de Sean Paul, Las Villa, Justin Quiles, Lennox, Kali Uchis, Khea, entre otros. Como promoción, se publicó como sencillo la canción «Mera» de Dalex y Álvaro Díaz. En el resto del año, tuvo seis canciones dentro del top 25 de la lista Hot Latin Songs, incluyendo el número uno con «Dakiti».

## Estilos e influencias
En un principio, Masís rememora que sus producciones contenían elementos similares de Luny Tunes, pero con el tiempo estuvo escuchando los acordes de The Neptunes y los sonidos de percusión de Timbaland, combinando elementos de pop y electrónica. Durante una entrevista con el sitio web Slang, expresaba que su carrera se puede definir en tres momentos cruciales, partiendo por el éxito del álbum Barrio Fino de Daddy Yankee, que lo motivó a producir canciones y le permitió conocer al dúo Wisin & Yandel; mientras que los otros casos ocurrieron durante sus trabajos con J Balvin (Vibras) y Bad Bunny (X100pre), donde pudo experimentar y participar más en la composición, usando guitarras y pistas de synth-pop.
En otras entrevistas, también expresaba que las oportunidades dadas en álbumes como Más Flow 2 y Pa'l Mundo le ayudaron «a poner su nombre en el mapa».

## Discografía
Álbumes de estudio
- 2023: DATA

Extended play
- 2020: Neon16 Tape: The Kids That Grew Up on Reggaeton
- 2020: Club Dieciséis: A 2020 Playlist

Colaborativos
- 2006: Mas Flow: Los Benjamins (con Luny Tunes)
- 2021: Dynasty (con Yandel)

Reediciones
- 2007: Los Benjamins: La Continuación

## Filmografía
- La firma (2023)

## Producciones discográficas
Parcialmente adaptado de los créditos del portal web AllMusic.
- 2005: Luny Tunes & Baby Ranks: Mas Flow 2
- 2005: Motivando a la Yal: Special Edition
- 2005: Sangre Nueva
- 2005: La moda
- 2005: Pa'l mundo
- 2005: Flow callejero
- 2005: Gold Star Music: Reggaeton Hits
- 2005: Buddha's Family 2: Desde la prisión
- 2005: Voltio
- 2006: Top of the Line
- 2006: Sangre nueva: Special Edition
- 2006: Pa'l mundo: Deluxe Edition
- 2006: Los rompe discotekas
- 2006: The Underdog/El subestimado
- 2006: Mas Flow 2.5
- 2006: Los Vaqueros
- 2006: Los Bandoleros Reloaded
- 2006: The Bad Boy
- 2007: Top of the Line: El internacional
- 2007: La Calle, Vol. 1
- 2007: Millennium
- 2007: La Reunión
- 2007: Raised by the People
- 2007: El cartel: The Big Boss
- 2007: The Perfect Melody
- 2007: Los Vaqueros: Wild Wild Mixes
- 2007: It's My Time
- 2007: Wisin vs. Yandel: Los Extraterrestres
- 2007: Broke & Famous
- 2007: Semblante Urbano
- 2008: Showtime
- 2008: La melodía de la calle
- 2008: Los extraterrestres: Otra dimensión
- 2008: Caribbean Connection
- 2008: Talento de Barrio
- 2008: Luny Tunes Presents: Erre XI
- 2008: Masacre musical
- 2008: El Fenómeno
- 2009: Música para adultos
- 2009: Down to Earth
- 2009: Energy (Los Cadillac's)
- 2009: Welcome to the Jungle (Franco El Gorila)
- 2009: La revolución
- 2009: The Last
- 2009: The Black Frequency (Los Yetzons)
- 2009: La melodía de la calle: Updated
- 2009: La Hora Cero Download (Guayo & O.G. Black)
- 2009: La revolución: evolution
- 2010: My World
- 2010: El momento
- 2010: Drama Queen
- 2010: La revolución: Live
- 2010: Superfainal (Fainal)
- 2011: Los Vaqueros: el regreso
- 2011: Mi música (Gocho)
- 2011: Música + alma + sexo
- 2011: Fórmula, vol. 1
- 2011: La Verdadera Máquina (Franco El Gorila)
- 2012: Líderes
- 2012: La Fórmula
- 2013: My World 2: The Secret Code
- 2013: Los Sucesores (J-King & Maximan)
- 2013: La Artillería, Vol. 1
- 2013: Geezy Boyz
- 2013: De líder a leyenda[21]
- 2013: Sentimiento, elegancia & maldad
- 2013: Chosen Few Urbano Continues
- 2014: La Sexy (Jenny)
- 2014: El regreso del sobreviviente
- 2014: Love & Sex
- 2015: Legacy: De líder a leyenda Tour
- 2015: La Melodía de la Calle: 3rd Season
- 2015: The Last Don 2
- 2015: Dangerous
- 2015: Revolucionario (Xantos)
- 2016: "Nada de Nada (The Mixtape)" (Tomas The Latin Boy)
- 2016: El final del principio
- 2016: Alto Rango
- 2016: Amanecer (Remixed) (Bomba Estéreo)
- 2017: TrapXFicante
- 2017: Golden
- 2017: #Update
- 2018: Invasion of Privacy
- 2018: CNCO
- 2018: Ubuntu
- 2018: Vibras
- 2018: Mi movimiento
- 2018: Los Campeones del Pueblo "The Big Leagues"
- 2018: X 100pre
- 2019: The One
- 2019: Kisses
- 2019: 11:11
- 2019: Famouz
- 2019: Montaner
- 2019: Realidad
- 2019: Oasis
- 2019: Carte Blanche (DJ Snake)
- 2019: Más futuro que pasado
- 2020: Viaje (Sharlene Taulé)
- 2020: Diaz antes: La ciudad de los niños tristes
- 2020: Easy Money Baby
- 2020: High Road
- 2020: Changes
- 2020: YHLQMDLG
- 2020: Por primera vez
- 2020: Las que no iban a salir
- 2020: Emmanuel
- 2020: Enoc
- 2020: Lo que me dé la gana (Dani Martin)
- 2020: Libra
- 2020: Afrodisíaco
- 2020: Sin Miedo (del Amor y Otros Demonios) ∞
- 2020: Mala influencia
- 2020: El último tour del mundo
- 2021: Los Dioses
- 2021: Future Nostalgia: The Moonlight Edition
- 2021: Mis manos
- 2021: The SpongeBob Movie: Sponge on the Run (Soundtrack)
- 2021: Revelación (EP)
- 2021: Dopamina
- 2021: Desamorfosis
- 2021: Jordi
- 2021: Vice Versa
- 2021: El sistema
- 2021: Infinity
- 2021: JOSE
- 2021: Timelezz
- 2021: Pokémon 25: The Album
- 2021: Felicilandia
- 2021: Las leyendas nunca mueren
- 2022: De camino a Felicilandia
- 2022: Motomami
- 2022: Legendaddy
- 2022: Un verano sin ti
- 2022: Scorcha (Sean Paul)
- 2022: La última misión
- 2022: Saturno
- 2023: Cracker Island
- 2023: Mañana será bonito
- 2023: La vida es una
- 2023: Nadie sabe lo que va a pasar mañana
- 2023: Sentimiento, elegancia y más maldad
- 2024: Orquídeas
- 2024: Las mujeres ya no lloran
- 2024: Manifesting 20-05
- 2024: Sayonara
- 2024: La Pantera Negra
- 2024: Le Clique: Vida Rockstar (X)
- 2024: Elyte
- 2024: Cosa nuestra
- 2024: Mazorqueo.com (Jowell & Randy)
- 2025: Debí tirar más fotos
- 2025: Nada Personal (Joyce Santana)
- 2025: Tropicoqueta
- 2025: Sr. Santos II: Sueños de Grandeza (Arcángel)

## Premios y nominaciones
Premios Grammy Latinos
| Año  | Nominación                                          | Categoría                         | Resultados | Ref.          |
| ---- | --------------------------------------------------- | --------------------------------- | ---------- | ------------- |
| 2009 | «Abusadora» (de Wisin & Yandel)                     | Mejor Canción Urbana              | Ganador    | [ 22 ]        |
| 2018 | Vibras (de J Balvin)                                | Álbum del año                     | Nominado   | [ 23 ]        |
| 2018 | Vibras (de J Balvin)                                | Mejor Álbum Urbano                | Ganador    | [ 22 ]        |
| 2019 | «Querer mejor» (de Juanes con Alessia Cara)         | Grabación del año                 | Nominado   | [ 24 ]        |
| 2019 | «Querer mejor» (de Juanes con Alessia Cara)         | Canción del año                   | Nominado   | [ 24 ]        |
| 2019 | Montaner (de Ricardo Montaner)                      | Mejor álbum masterizado           | Nominado   | [ 24 ]        |
| 2019 | X100pre (de Bad Bunny)                              | Mejor Álbum Urbano                | Ganador    | [ 24 ] [ 25 ] |
| 2022 | Lo Siento BB:/(con «Bad Bunny» y «Julieta Venegas») | Mejor Interpretación Reggaetón    | Ganador    | [ 26 ]        |
| 2022 | Lo Siento BB:/(con «Bad Bunny» y «Julieta Venegas») | Mejor Canción Urbana              | Nominado   | [ 26 ]        |
| 2022 | Un verano sin ti (con «Bad Bunny»)                  | Mejor Álbum de Música Urbana      | Ganador    | [ 26 ]        |
| 2022 | Un verano sin ti (con «Bad Bunny»)                  | Álbum del Año                     | Nominado   | [ 26 ]        |
| 2022 | Motomami (con «Rosalía»)                            | Álbum del Año                     | Ganador    | [ 26 ]        |
| 2022 | Motomami (con «Rosalía»)                            | Mejor álbum de Música alternativa | Ganador    | [ 26 ]        |
| 2022 | La fama (con «Rosalía» & «The Weeknd»)              | Grabación del Año                 | Nominado   | [ 26 ]        |
| 2022 | Ojitos lindos (con «Bad Bunny» & «Bomba Estéreo»)   | Grabación del Año                 | Nominado   | [ 26 ]        |
| 2022 | Él mismo                                            | Productor del Año                 | Ganador    | [ 26 ]        |